# DR E 42 sorozat
A DB 142 sorozat (korábban DR E 42 sorozat, majd DR 242 sorozat) egy német Bo'Bo' tengelyelrendezésű villamosmozdony-sorozat volt. Utoljára a Deutsche Bahn üzemeltette. 1992-ben vonták ki a forgalomból.

## Története
A DR 211 (utoljára DB 109) gyorsvonati mozdonyaiból a LEW kifejlesztett egy megváltoztatott hajtómű-áttételű tehervonati mozdonyt. Ezzel ugyan 120 km/h-ról 100 km/h-ra csökkent a maximális sebessége, de az indulási vonóerő 216 kN-ról 245 kN-ra nőtt. A robusztus szerkezetű gépek az NDK egész területén vontattak 1900 tonnás tehervonatokat. A német újraegyesülést és a keletnémet területeken bekövetkező drámai forgalomhanyatlást követően feleslegesek lettek. Ennek ellenére csak az 1990-es évek közepén selejtezték ki az utolsó mozdonyt. Néhány darabjuk manapság magánvasutaknál ismét dolgozik.